# Walerian Bierdiajew
Valerian Berdyaev (Hrodna (Belarús), 23 de febrer? o 7 de març, 1885 - Varsòvia, 28 de novembre, 1956), fou un director d'orquestra i professor rus, soviètic i polonès.

## Biografia
Va néixer a la família de Valerian i Aleksandra, de soltera Sokolowska. A Kíiv, va aprendre inicialment a tocar el violí i va assistir a l'escola primària i es va graduar al departament de química del Politècnic de Kíiv. Després va estudiar al Conservatori de Música de Leipzig amb Stephan Krehl, Max Reger i Arthur Nikisch. Es va graduar i va debutar el 1906 a Dresden com a director d'òpera.
Entre els anys 1907 i 1921 va viure a Rússia, sent, entre d'altres, director de l'Orquestra del Teatre Mariinsky i de la Filharmònica de Sant Petersburg. Va anar a Polònia el 1921 i va dirigir a Polònia i altres països europeus entre els anys 1921 i 1925. Entre els anys 1925 i 1930 va viure a l'URSS, on va actuar en moltes ciutats, inclòs com a director principal de la Filharmònica de Leningrad. A Kíiv va impartir conferències sobre direcció d'orquestra. El setembre de 1930 va tornar a Varsòvia, on va esdevenir director del Gran Teatre; a partir de 1931 també va ser professor de direcció i va dirigir la classe d'òpera i els cors al Conservatori de Música de Varsòvia.
Durant l'ocupació alemanya va participar en la vida musical clandestina, entre els anys 1940 i 1943 va dirigir al "Theater der Stadt Warschau", per al públic polonès, i va impartir conferències al Conservatori de Música secret de Varsòvia.
El 1945 va ensenyar a l'Escola Superior de Música Chopin de Varsòvia, més tard va treballar a Cracòvia com a director i professor, el 1946 va organitzar un conjunt d'òpera. Des del juliol de 1947 va ser gerent i director principal de la Filharmònica, i des del 1948 també de l'Òpera. El 28 de maig de 1948 a Cracòvia va dirigir l'Orquestra Filharmònica de Cracòvia, que va estrenar la Simfonia núm. 1 de Grażyna Bacewicz, composta entre els anys 1942 i 1945. Del 24 de setembre de 1949 al 1954 va ser director de l'Òpera i professor a l'Escola Superior Estatal de Música de Poznań, on va dirigir principalment òperes de compositors russos. Entre les poloneses, va dirigir, entre d'altres, l'estrena mundial de La rebel·lió dels estudiants de Tadeusz Szeligowski. En l'àmbit de les representacions de ballet, va col·laborar amb Leon Wójcikowski. El 1952, va organitzar el primer viatge artístic estranger a Moscou (Halka, La mansió encantada, Boris Godunov). Joseph Stalin va ser present en una de les representacions. Va impartir una classe de direcció a l'Escola Superior Estatal de Música de Cracòvia, on entre els seus alumnes hi havia Adam Kopyciński i Stanisław Skrowaczewski.
Entre els seus alumnes hi havia: Andrzej Panufnik, Bohdan Wodiczko, Jan Krenz, Henryk Czyż, Stanisław Skrowaczewski, Stefan Stuligrosz, Krzysztof Missona, Józef Wiłkomirski, Irena Pfeiffer.
Des de l'1 de gener de 1917 va ser el marit d'Eugenia Lewis.
Va morir a Varsòvia, enterrat al carreró dels Benemés al cementiri militar de Powązki (secció A26-tuje-1).

## Encàrrecs i condecoracions
- Orde de la Bandera del Treball, 1a classe (15 de gener de 1953)[11]
- Creu de Comandant amb Estrella de l'Orde Polònia Restituta (12 de maig de 1952)[12]
- Medalla del 10è Aniversari de la República Popular de Polònia (19 de gener de 1955)[13]

## Premis
- Premi Estatal, 2a classe per un nou arranjament i una representació destacada de l'òpera Halka de Moniuszko i la posada en escena de Borís Godunov (Mússorgski) a l'Òpera de Poznań (1951)[14]
- Premi Estatal, 1a classe per tota l'activitat artística (1955)[15]